# Aeropuerto Nacional de Álamos
El Aeropuerto Nacional de Álamos (IATA: XAL, OACI: MM45) es un aeropuerto situado en la ciudad de Álamos, Sonora, México a 52 km de la ciudad de Navojoa. 

## Información
Actualmente solamente ofrece servicio de aviación general y aviación militar, tiene una pista de 1,503 metros de largo por 15 metros de ancho, operan aviones de tipo Cessna, Cessna Citation, Learjet, Pilatus PC-12, Hawker 800 y King Air.
Cuenta con 2 plataformas, y 2 calles de rodaje A y B, además, cuenta con un hangar para guardar hasta 12 aeronaves operado por el Hotel Hacienda de los Santos Resort & Spa y actualmente está en construcción otro hangar en la Plataforma 1.
No cuenta con combustible.
La frecuencia de torre es: 122.800.

## Aeropuertos cercanos
Los aeropuertos cercanos son:
- Aeropuerto Internacional de Ciudad Obregón (96km)
- Aeropuerto Internacional Federal del Valle del Fuerte (151km)
- Aeropuerto Internacional General José María Yáñez (221km)
- Aeropuerto Internacional de Loreto (266km)
- Aeropuerto Internacional Federal de Culiacán (292km)

## Accidentes e incidentes
- El 1 de octubre de 2018 una aeronave Cessna 210-5 con matrícula N8388Z impactó contra tierra mientras despegaba del Aeródromo de Yécora con destino al Aeropuerto de Álamos. Según la SEDENA, alrededor de las 11:20 AM la aeronave despegó de Yécora y 300 metros después perdió altura hasta impactar contra el terreno, matando al piloto y a otros dos pasajeros.[2][3]

- El 29 de marzo de 2021 una aeronave Pipistrel Sinus sin matrícula que operaba un vuelo privado local sufrió una pérdida de control y subsecuente excursión de pista tras aterrizar en el Aeropuerto de Álamos, causando daño sustancial en la aeronave. El piloto sobrevivió con heridas.[4][5]

## Referencias

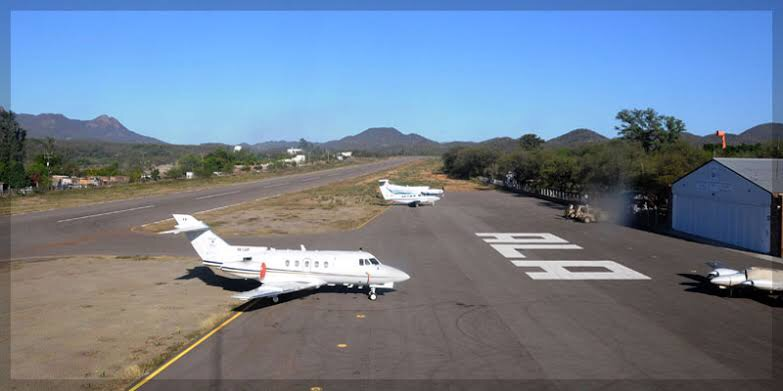
Plataforma general del aeropuerto.